# Honvelez
Honvelez est un hameau de la commune belge de Gouvy située en Région wallonne dans la province de Luxembourg.

## Géographie
Le village d’Honvelez se situe sur la N68 qui relie Aix-La-Chapelle à Wemperhardt. La plupart des habitations se situent dans le vieux village situé au-dessus de la N68. 
L’altitude du village varie beaucoup.
Le point le plus bas est situé sur la N68 avec 425m et le point le plus haut se situe dans le haut du village avec 495m. Il y a donc 70m de dénivelé.
| Provedroux | Salmchâteau | Cierreux |
| Langlire   | Honvelez    | Rogery   |
| Bovigny    | Bovigny     | Rogery   |

## Transport
Le village est traversé par la ligne 42. Il n’y a cependant pas de gare. Les gares les plus proches sont la gare de Gouvy et la gare de Vielsalm.
Deux lignes de bus y passent. L'une est gérée par le TEC Namur-Luxembourg et l’autre par le TEC Liège-Verviers. Il y a la ligne 142 qui relie Trois-Ponts à Gouvy et la ligne 89 qui relie Vielsalm à Bastogne.
Concernant les aéroports, le plus près est situé à Liège et est à 55km.